# Padáň
Padáň (maďarsky Padány) je obec v okrese Dunajská Streda na Slovensku. Leží v centrální části Žitného ostrova. Na území obce je chráněný areál Čiližské močiare.

## Historie
Místo je poprvé písemně zmíněno v letech 1254/1255 jako Padan; v té době patřilo k panství hradu Pressburg. Koncem 13. století se obec dostala do držení rodu Padányi. V roce 1828 zde bylo 73 domů a 527 obyvatel. Do roku 1918 bylo území obce součástí Uherska. V důsledku první vídeňské arbitráže bylo v letech 1938 až 1945 součástí Maďarska. Při sčítání lidu v roce 2011 žilo v Padáni 861 obyvatel, z toho 764 Maďarů, 69 Slováků, dva Češi a jeden Ukrajinec; 25 obyvatel nepodalo žádné informace.

## Pamětihodnosti
Reformovaný kostel, jednolodní klasicistní stavba z roku 1787 s polygonálním závěrem a představenou věží, V roce 1816 prošel úpravami. Interiér kostela je plochostropý. Nachází se zde kazatelna a empora z doby vzniku kostela.